# Maraimalainagar
Maraimalainagar é uma panchayat (vila) no distrito de Kancheepuram, no estado indiano de Tamil Nadu.

## Demografia
Segundo o censo de 2001,  Maraimalainagar  tinha uma população de 48,449 habitantes. Os indivíduos do sexo masculino constituem 52% da população e os do sexo feminino 48%. Maraimalainagar tem uma taxa de literacia de 72%, superior à média nacional de 59.5%: a literacia no sexo masculino é de 80% e no sexo feminino é de 64%. Em Maraimalainagar, 11% da população está abaixo dos 6 anos de idade.